# Scaphinotus snowi
Scaphinotus snowi är en skalbaggsart som beskrevs av Leconte 1881. Scaphinotus snowi ingår i släktet Scaphinotus och familjen jordlöpare. Inga underarter finns listade i Catalogue of Life.